# Vreed en Hoop
Vreed en Hoop is een dorp in Guyana op de linkeroever van de Demerara-rivier, aan de monding van deze rivier in de Atlantische Oceaan. De hoofdstad Georgetown bevindt zich aan de andere kant van de river. De plaats ligt in de regio Essequibo Islands-West Demerara, en is de regionale hoofdplaats. Vreed en Hoop had 496 inwoners in 2012.

## Geschiedenis
Vreed en Hoop was oorspronkelijk een Nederlandse koffie- en katoenplantage die al bestond in 1798.
In 1821, na de overdracht van Demerarij aan de Engelsen werd het een suikerrietplantage in eigendom van John Gladstone, de grootste slavenhouder van het Britse rijk. De plantages van Gladstone waren berucht om de slechte condities. Tijdens zijn leven had Gladstone nooit één plantage bezocht. Voor de emancipatie van de slaafgemaakten (1833) op zijn koffie- en suikerplantage Vrede en Hoop werd een vergoeding uitgekeerd van £22.443.
In 1838 werden de voormalige slaven verjaagd van het land, en vervangen door Indiase contractarbeiders. In 1839 verschenen berichten in de pers over fysieke mishandelingen op de plantages van Gladstone, en werden de plantages stilletjes verkocht.
In 1900 werd Vreed en Hoop het beginstation van de Demerara-Essequibo-spoorlijn. In 1914 werd de lijn doorgetrokken naar Parika aan de Essequibo, maar is in 1974 opgeheven.

## Overzicht
De veerboot naar Georgetown vertrekt van Vreed en Hoop. In 1978 werd de Demerara Harbour Bridge, een 1.850 meter lange pontonbrug, over de Demerara geopend, maar de verbinding met motorboten is sneller. Er heerst altijd een grote drukte bij de Stelling van Vreed en Hoop.
Vreed en Hoop heeft veel winkels, een markt, bedrijven en het administratieve centrum van Essequibo Islands-West Demerara bevindt zich in het dorp.
De hoofdweg van Georgetown naar Parika loopt langs Vreed en Hoop. In 2020 is begonnen met de verdubbeling van de weg naar een 2x2 weg. Tevens zal de Demerara Harbour Bridge worden vervangen door een nieuwe brug.
Achter de pier aan de kust van de Atlantische Oceaan bevindt zich Plastic City, een sloppenwijk die in de jaren 1990 is gesticht. De grootste problemen zijn het ontbreken van waterleiding en periodieke overstromingen. Ondanks alle beloftes van politici blijft Plastic City bestaan.

## Geboren
- Mohamed Shahabuddeen (1931-2018), vicepresident en rechter

Forteiland · Goed Fortuin · Leonora · Met-en-Meerzorg · Parika · Tuschen · Uitvlugt · Vreed en Hoop · Wakenaam · Windsor Forest · Zeeburg